# Axabó
Axabó (Asagbó em iorubá) é um orixá feminino africano, cultuado na Bahia e na África, mas pouco conhecido, é da família de Xangô. É considerada a orixá das águas mornas, da intuição feminina, dos sonhos como uma ferramenta de vidência, do sono, dos banhos de axé. Usa suas vestimentas nas cores vermelho e branco (podendo ser estampada). Muitas vezes, Axabó é conhecida como a única mulher da família de Xangô.

## História
Originária da região de Tapa e Nupê na África, Axabó, precursora da família real do Reino de Oió, é irmã de Iyá Massé Malé e tia de Xangô. Segundo a tradição, ela cuidava da alimentação de Xangô e tinha a responsabilidade de fiscalizar a comida do rei, provando-as para se certificar que não estavam envenenadas. Além disso, preparava os banhos da casa.
É dito pelos mais antigos que Axabó encantava Xangô com sua lira, induzindo-o ao sono para que ele pudesse descansar e retomar suas guerras.
Ela é uma iabá das águas mornas, com conexão profunda com a ancestralidade da dinastia de Oió, possuindo poderes de cura e alta magia.

## Fundamentos
Axabó possui fundamentos muito semelhantes aos de Xangô. Axabó governa a intuição feminina, os sonhos como presságio ou visão, o sono, o poder curativo e terapêutico dos banhos de axé.
Também está associada às artes e à música, representando a mulher de sociedade, altiva e hierárquica.
Axabó tem predileção por carneiro, cágado e muitas outras comidas rituais de Xangô. Axabó faz parte dos fundamentos do quarto de Xangô e, segundo algumas tradições, Xangô não deve ser assentado sem a presença dela.
Ela responde nos odus 6 (Obará) e 12 (Ejilaxeborá), que representam toda a dinastia de Oió.

## Culto no Brasil
Axabó é uma orixá do culto à Casa de Xangô, sendo amplamente cultuada no Terreiro do Gantois e no Nagô de Pernambuco. Embora seja uma divindade pouco conhecida e cultuada, algumas de suas filhas estão presentes em grandes terreiros tradicionais da Bahia.
A iniciação para Axabó é reservada para mulheres sem filhos que foram apontadas pelo jogo como filhas de Iemanjá e ocupam cargos específicos na Casa de Xangô.

## Ritos de Xangô
Axabó desempenha um papel fundamental nos ritos da fogueira de Xangô, sendo essencial para que a cerimônia seja realizada com todo o seu axé. Sem sua presença e a de outras divindades, a festa não pode ser realizada com todo o seu axé, deixando insatisfeitos Xangô e Airá, os principais senhores da fogueira.

## Axabó e o banho de ervas
Diz-se que Axabó tornou-se crucial para o banho de folhas dado aos iniciados devido a um período de seca em Oió, onde Xangô era rei. Nesse período, Xangô não podia deixar sua cidade e palácio devido às constantes guerras com estados vizinhos. Ele enviou seu ministro, Airá, para buscar ajuda, mas este retornou sem sucesso devido à falta de simpatia por Xangô.

No entanto, Axabó, sua tia, viu a situação e utilizou sua magia para obter água dos povos vizinhos, restaurando a ordem em Oió. Axabó recebeu a missão de consagrar os iniciados no culto de Xangô, garantindo que nenhum banho fosse eficaz sem sua bênção, além de Ossanhe.